# Кокорєв Павло Антонович
Павло Антонович Кокорєв (28 січня 1907, село Старий Тештелім Темниковського повіту Тамбовської губернії, тепер Мордовія, Російська Федерація — 22 червня 1981, місто Саранськ, тепер Мордовія, Російська Федерація) — радянський державний діяч, голова Ради міністрів Мордовської АРСР. Депутат Верховної ради СРСР 3—4-го скликань.

## Життєпис
У 1929—1933 роках — голова сільської ради в Мордовській автономній області; голова колгоспу, заступник завідувача Єльниковського районного земельного відділу Мордовської АРСР.
Член ВКП(б) з 1931 року.
З 1933 року — інструктор Єльниковського районного комітету ВКП(б) Мордовської АРСР; інструктор, заступник завідувача організаційно-інструкторського відділу Мордовського обласного комітету ВКП(б).
У 1943 році закінчив Вищу школу партійних організаторів при ЦК ВКП(б).
До 1946 року — завідувач організаційно-інструкторського відділу Мордовського обласного комітету ВКП(б).
У 1946 — січні 1950 року — 1-й секретар Ковилкінського районного комітету ВКП(б) Мордовської АРСР.
У січні 1950 — 1954 року — голова Ради міністрів Мордовської АРСР.
У 1954—1956 роках — слухач курсів перепідготовки при ЦК КПРС.
У 1956—1962 роках — міністр культури Мордовської АРСР.
У 1962—1970 роках — голова Партійної комісії при Мордовському обласному комітеті КПРС.
З 1970 року — персональний пенсіонер.
Помер 22 червня 1981 року в місті Саранську.

## Нагороди і звання
- орден Леніна
- ордени
- медалі